# École nationale supérieure des arts appliqués et des métiers d’art
École nationale supérieure des arts appliqués et des métiers d’art – publiczna placówka edukacji artystycznej i technicznej zlokalizowana w 15. dzielnicy Paryża, rue Olivier-de-Serres (czasami nazywana „szkołą Olivier-de-Serres”).
ENSAAMA jest dziś szkołą publiczną z 710 uczniami na studiach podyplomowych, o zróżnicowanym charakterze zawodowym.

## Znani absolwenci
- Henri Poulain, polski malarz, rzeźbiarz i scenograf